# Ulica Piątkowska w Poznaniu
Ulica Piątkowska – ulica w Poznaniu, biegnąca od Winiar w kierunku północnym, do Trójpola i kończąca się na skraju Piątkowa. Dawniej stanowiła część ul. Obornickiej. Do 1918 nosiła nazwę Chaussee v.Obornik, 1918–1939: Obornicka, 1939–1945: Obornikerstrasse, Obersalzbergerallee, od 1945: Obornicka. Na całej długości posiada kategorię drogi powiatowej.

## Historia

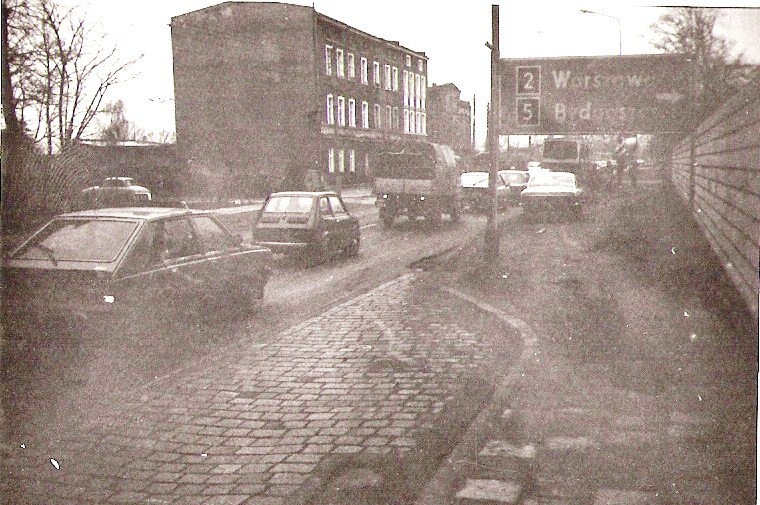
Ulica Piątkowska (wówczas na tym odcinku Obornicka) w 1990

Ulica rozpoczyna się przy skrzyżowaniu z ul. Generała Maczka, przy nasypie Poznańskiego Szybkiego Tramwaju. Zakończenie stanowi natomiast skrzyżowanie z ul. Lechicką (dawną szosą okrężną Twierdzy Poznań).
Dawniej stanowiła główny wylot z Poznania w kierunku Obornik i Piły. Była też osią komunikacyjną Winiar, jeszcze przed przyłączeniem tej wsi do Poznania w 1925. Do 1850 była drogą polną, potem została wybrukowana i obsadzona szpalerami drzew, które wymarzły w 1926. W pobliżu dzisiejszej stacji benzynowej na skrzyżowaniu ul. Szydłowskiej istniał do lat 70. XX wieku staw zwany Morskim Okiem, zimą zamieniany na lodowisko. Ulica została odciążona w latach 70. XX wieku z uwagi na budowę Trasy Niestachowskiej. Jej bieg został wówczas przerwany. Funkcjonowały dwie ulice o tej samej nazwie (Obornicka), które nie łączyły się ze sobą. Dopiero przy budowie PST skorygowano nazwę na Piątkowska, pozostawiając nazwę Obornicka dla północnej części arterii (do granic miasta). Przed tą zmianą, nazwę Piątkowska miał odcinek między ul. Trójpole a ul. Lechicką.

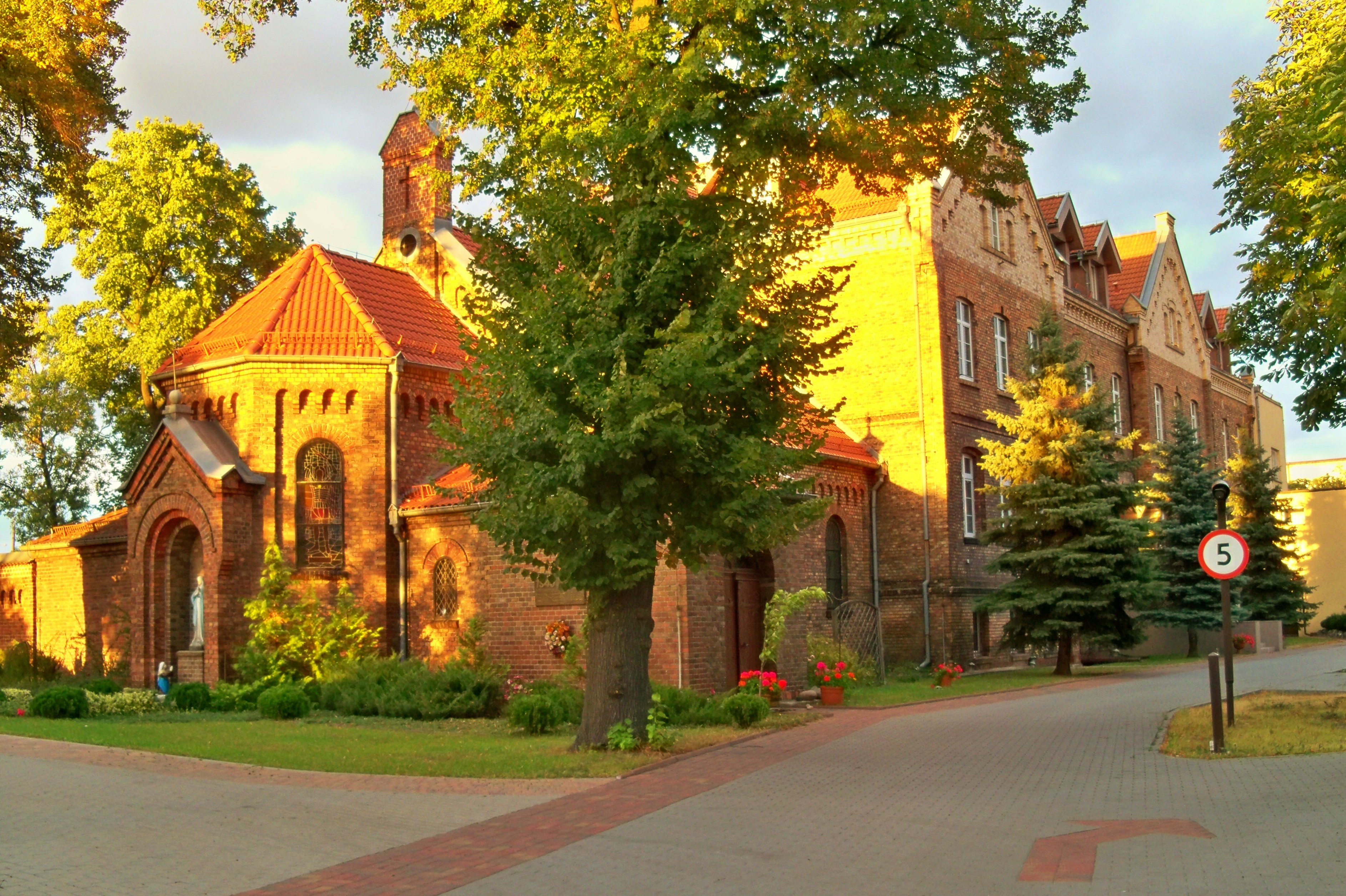
Siostry Pasterki

Przy ul. Obornickiej 38 otwarto pierwszą placówkę pocztową na Winiarach – UPT Poznań 13 (1937). 26 lutego 1945 została ona przeniesiona na ul. św. Leonarda 1 (był to urząd III klasy o numerze telekomunikacyjnym 12-50). W latach 60. XX wieku, na skrzyżowaniu z ul. Koronną otwarto bar kawowy Fusik, obecny bar mleczny Santos. Pod numerem 122 zamieszkiwał ostatni sołtys winiarski, a po przyłączeniu Winiar do Poznania - Komisarz Zarządu Miejskiego - Antoni Bajerlein (biuro miał pod numerem 127). W miejscu obecnej pętli tramwajowej stał dom Wojciecha Tritta (numer 76) – powstańca wielkopolskiego, zdobywcy Odwachu i członka Straży Ludowej. Budynek rozebrano w latach 70. XX wieku.

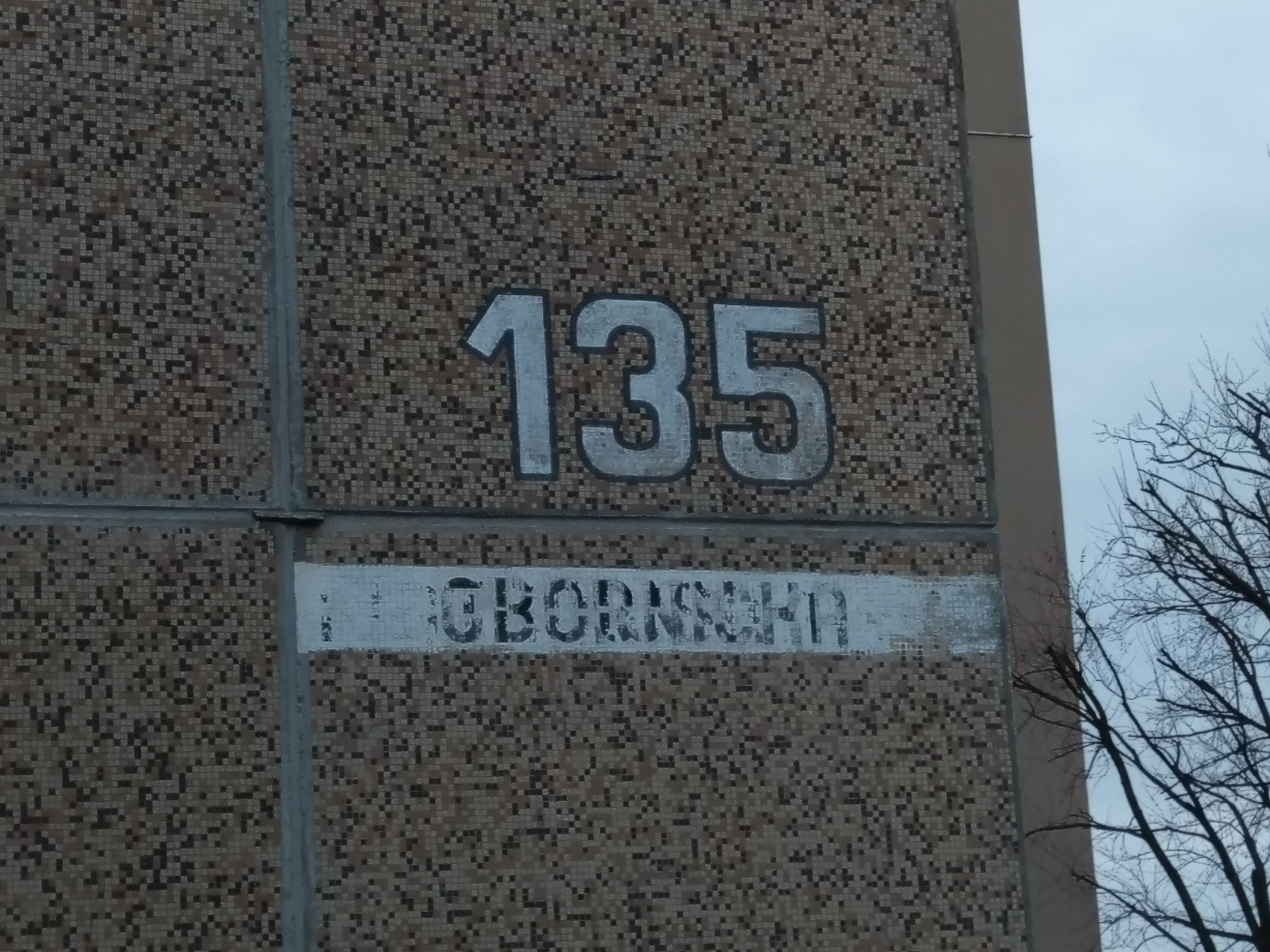
Napis na bloku przy ul. Piątkowskiej 135 uświadamiający, że ogniś ten odcinek nosił nazwę Obornicka

## Boisko Sokoła
W rejonie skrzyżowania z ul. Szydłowską (obecny market Biedronka) otwarto 17 września 1911 boisko winiarskiego koła Sokoła. Inicjatorem jego założenia był animator sportu młodzieżowego – Andrzej Pokrywka. W latach 20. XX wieku, po przyłączeniu Winiar do Poznania, boisko wyremontowano, przystosowano do profesjonalnych meczów piłki nożnej i palanta, zbudowano bieżnię i strzelnicę. Zimą wylewano tu też lodowisko. Latem odbywały się pokazy gimnastyczne i zawody strzeleckie. Z inicjatywy Leona Greka wybudowano tzw. Sokolnię - miejsce spotkań rodzin winiarskich i zabaw tanecznych. Uczniowie Szkoły Podstawowej nr 17 odbywali tu zajęcia z wychowania fizycznego.

## Gospoda
Na narożniku z ulicą Wyłom (po południowej stronie, numer 124) stała do lat 60. XX wieku dawna gospoda (zajazd) Rosengarten Alberta Abrahama. Odwiedzana licznie nie tylko przez mieszkańców Winiar, ale też przez podróżnych, posiadała ogród letni i słynęła z doskonałego chleba i mleka. Potem znajdowała się tu też Drogeria Winiarska, fryzjer i sklep włókienniczy. Obiekt rozebrano z uwagi na zły stan techniczny.

## Potyczka w 1945
4 lutego 1945 w domu pod numerem 123 doszło do krwawej potyczki między oddziałem radzieckim, któremu towarzyszyli polscy ochotnicy, a żołnierzami Wehrmachtu. Z 25 członków oddziału radzieckiego przy życiu pozostało tylko dwóch zdolnych do walki ludzi. Na pomoc przyszli wtedy polscy cywile w liczbie sześciu osób, tworząc drużynę bojową. Pod ogniem niemieckim z okrążenia wydostała się Helena Mroczyńska, która dotarła do pozostałych Rosjan i sprowadziła odsiecz. Wydarzenia te stały się potem kanwą sztuki telewizyjnej Dom, którą napisał Zbigniew Szumowski.

## Obiekty
Od północy:
- pętla MPK „Piątkowska” (linie 11, 14, 322[9]),
- biurowiec Metrolog,
- centrum fitness Niku,
- Trójpole,
- jedna z winiarskich kapliczek słupowych,
- skrzyżowanie z ul. Winiarską (osią dawnych Winiar),
- biurowiec Jet Office,
- biurowiec Futura,
- restauracja McDonald’s,
- Zespół klasztorny Sióstr Pasterek od Opatrzności Bożej w Poznaniu,
- Winiary,
- Zaułek Piątkowski,
- siedziba Aquanetu (pompownia),
- domy studenckie Zbyszko i Jagienka.

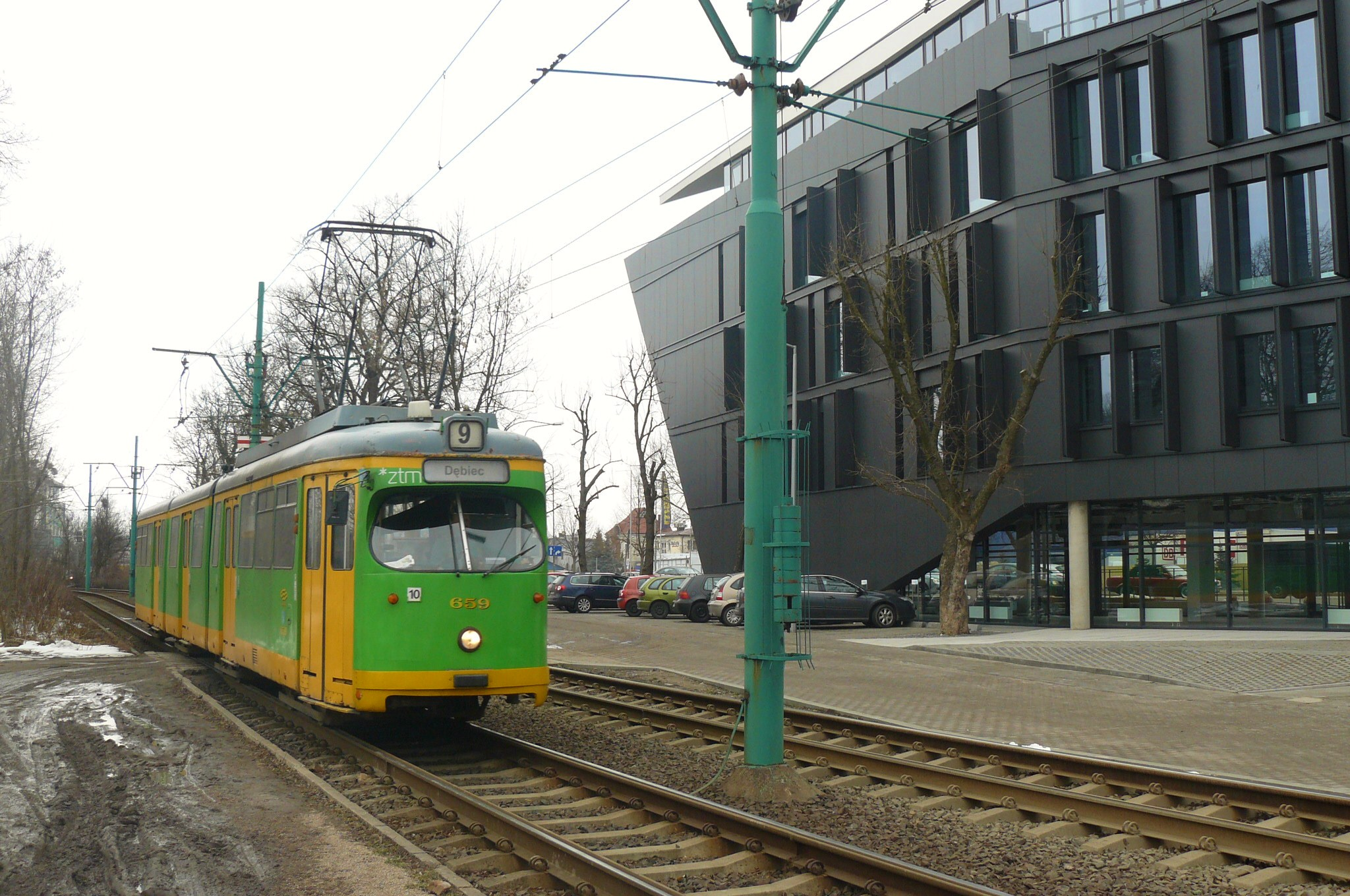
Jet Office
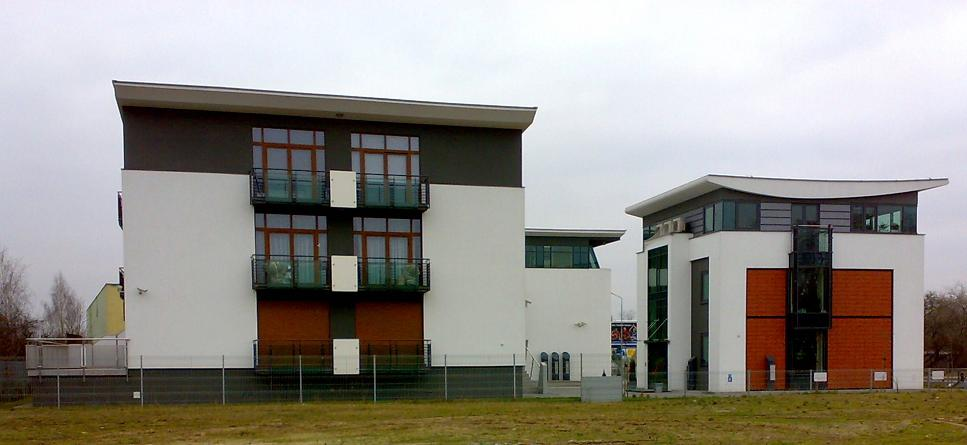
Metrolog
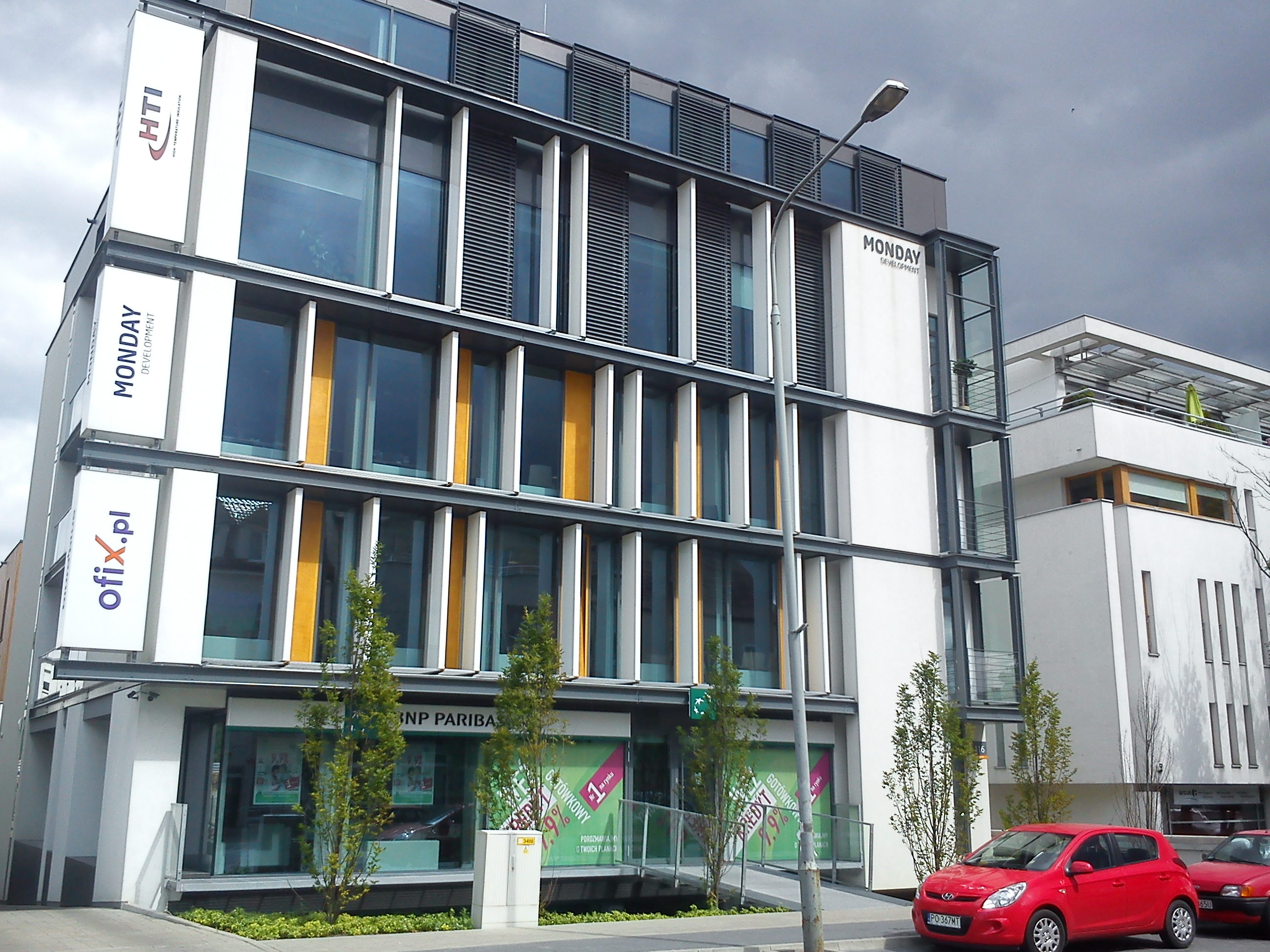
Monday
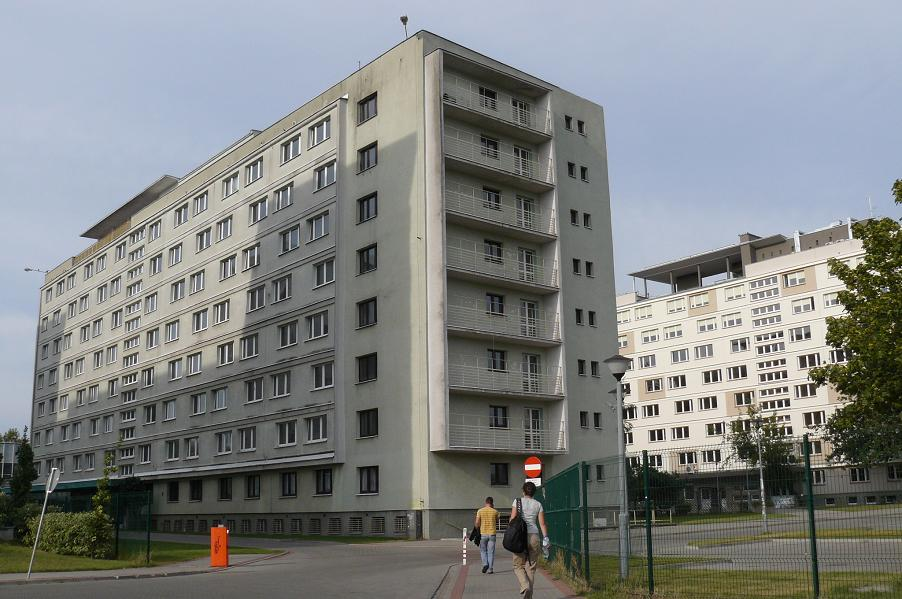
Zbyszko i Jagienka